# Private Music
Private Music é uma gravadora estado-unidense fundada em 1984 pelo músico experimental Peter Baumann cujo objetivo é ser um selo totalmente dedicado à música instrumental.
Em 2001, a Private Music tornou-se parte da Arista Associated Labels que também inclui o selo Windham Hill, mas até 2004, depois da fusão entre a Sony e a BMG, os lançamentos da Private Music mudaram para a RCA.